# Strawberry Alarm Clock

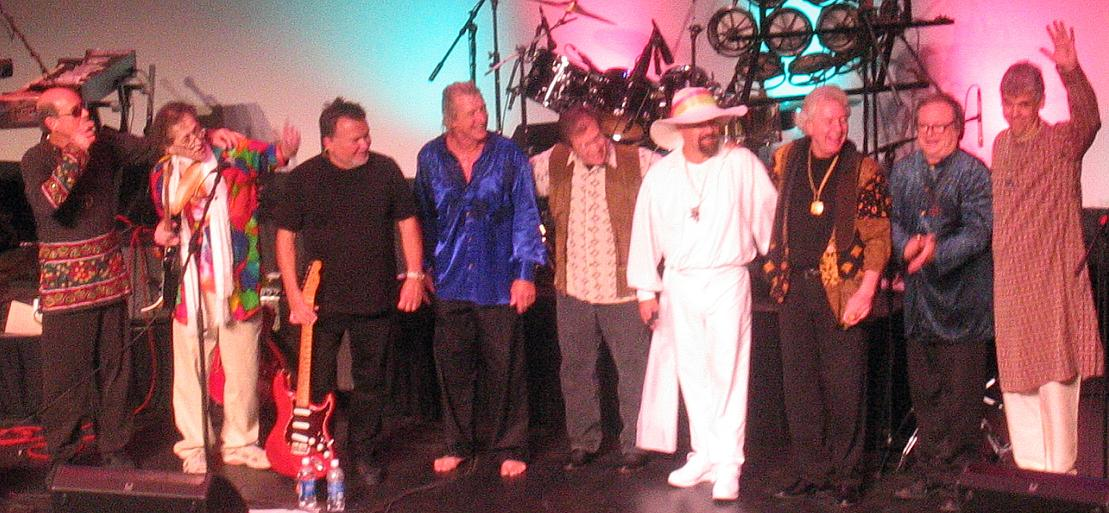
Strawberry Alarm Clock 4-29-07.

Strawberry Alarm Clock, psykedelisk popgrupp bildad i Los Angeles, Kalifornien, USA 1966. De gick först under namnet the Sixpence.
Medlemmar i gruppen var Ed King (solo-gitarr), Lee Freeman (gitarr), Mark Weitz (keyboard), Gary Lovettro (bas) och Randy Seol (slagverk/trummor). Gruppen fick sin största framgång mitt under den nyfödda flower power-rörelsen med deras debutsingel, "Incense and Peppermints" 1967. Låten sjöngs av en kompis till gruppen, Greg Munford, då 16 år gammal. Vid tiden då man släppte sitt debutalbum hade man dock rekryterat George Bunnell som sångare. Han kom också att skriva det mesta av gruppens material. Bunnell spelade även bas. Det ledde till att Lovettro lämnade gruppen innan man släppte sitt andra album.
Det andra albumet, Wake Up...I'ts Tomorrow gav gruppen en liten uppföljarhit till "Incense" med den bossa nova-inspirerade "Tomorrow". År 1969 var endast Ed King och Mark Weitz kvar från den ursprungliga uppsättningen av gruppen. Vid den här tidpunkten hade dock intresset för gruppen svalnat rejält och man beslöt bryta upp 1971. Gitarristen Ed King blev senare medlem i Lynyrd Skynyrd.
År 1970 medverkade bandet i filmen Bortom dockornas dal, där de framför några låtar på en fest.

## Diskografi
- Incense and Peppermints (1967)
- Wake Up...It's Tomorrow (1967)
- The World in a Seashell (1968)
- Psych out "Original Soundtrack" (1968)
- Good Morning Starshine (1969)
- Beyond the Valley of the Dolls (1970)
- Changes (1971)